# HMS Aztec (P455)
Za druge ladje glejte Aztez.
HMS Aztec (P455) je bila podmornica razreda amphion Kraljeve vojne mornarice.
Gradnjo so naročili leta 1945 v ladjedelnici Devonport Dockyard.
Zaradi konca druge svetovne vojne ni bila dokončana.